# Георги Лазаров
Георги Павлов Лазаров е български революционер, деец на Вътрешната македоно-одринска революционна организация.

## Биография
Георги Лазаров е роден през 1868 година в кратовското село Кнежево, тогава в Османската империя, днес в Северна Македония. Присъединява се към ВМОРО през 1900 година, заклет от учителя Стоил Антов, и действа като куриер. През 1904 година прехвърля Ефрем Чучков в Кратово по нареждане на Атанас Бабата. Участва и на Скопския конгрес на ВМОРО от 1905 година. Пише свои спомени през 1955 година.